# Berville-en-Caux
Berville-en-Caux es una comuna francesa situada en el departamento de Sena Marítimo, en la región de Normandía.

## Historia
La comuna se denominó Berville hasta el 21 de diciembre de 2017.

## Demografía
| Gráfica de evolución demográfica de Berville-en-Caux entre 1800 y 2019 |
|                                                                        |

Los datos demográficos contemplados en este gráfico de la comuna de Berville-en-Caux se han cogido de 1800 a 1999 de la página francesa EHESS/Cassini, y los demás datos de la página del INSEE.